# سيباستيان (ملحن)
سيباستيان (بالدنماركية: Sebastian)‏ هو كاتب أغاني ومغني وعازف قيثارة وملحن دنماركي، ولد في 19 ديسمبر 1949 في Sønderborg ‏ في الدنمارك.

## وصلات خارجية
- الموقع الرسمي
- سيباستيان على موقع IMDb (الإنجليزية)
- سيباستيان على موقع ميوزك برينز (الإنجليزية)
- سيباستيان على موقع ميوزك برينز (الإنجليزية)
- سيباستيان على موقع أول موفي (الإنجليزية)
- سيباستيان على موقع أول ميوزيك (الإنجليزية)
- سيباستيان على موقع أول ميوزيك (الإنجليزية)
- سيباستيان على موقع ديسكوغز (الإنجليزية)
- سيباستيان على موقع ديسكوغز (الإنجليزية)
- سيباستيان على موقع قاعدة بيانات الفيلم (الإنجليزية)
- سيباستيان على موقع كينوبويسك (الروسية)